# Hegyi füzike
A hegyi füzike (Epilobium montanum) a mirtuszvirágúak (Myrtales) rendjébe és a ligetszépefélék (Onagraceae) családjába tartozó faj.
A bibe négy karéjú, a levél viszonylag széles, a levélnyele rövidebb, mint az erdei derécéé, a levélváll lekerekített. A szirom halványpiros legfeljebb 1 cm hosszú. A Dunántúl üdébb erdeiben fordul elő gyakrabban, júniustól szeptemberig virágzik.

## Leírás

### Vegetatív Jellemzők
A hegyi füzike évelő lágy szárú növény, amely 10–80 centiméter magasságúra nő, de általában körülbelül 40 centiméter magas. A föld feletti növényi részek összességében csak kevéssé szőrösek. A mereven felfelé álló vagy ívesen felemelkedő szár keresztmetszete kerek, és két rövid, hullámosszőrös szőrsávot visel.
A levelek a virágzatig szembenállóak, ritkán váltakozva vagy örvösen helyezkednek el a száron. A lomblevelek csak rövid nyelet viselnek, a középsők majdnem ülőek. Az egyszerű levéllemez 4–10 centiméter hosszú és 1–4 centiméter széles, tojás alakú vagy elliptikus-tojás alakú, szabálytalanul fogazott. A levelek felső oldala teljes felületén, az alsó oldaluk pedig a széleken és az ereken szőrösek.

### Generatív Jellemzők
A virágzás ideje júniustól szeptemberig tart. A kétnemű virágok körülbelül 10 milliméter átmérőjűek, sugarasan szimmetrikusak és négytagúak. A virágtakaró levelei halvány rózsaszínűek. A sziromcső viszonylag hosszú, míg a sziromlevelek 6–10 milliméter hosszúak, szívalakúak, élesen bemetszettek. Öt vagy hat sötétebben színezett ér szeli át őket, és kétszer olyan hosszúak, mint a csészelevél. A bibe jól láthatóan négykaréjú.
A toktermés pelyhesen szőrös, és 6–9 centiméter hosszú. A magok körülbelül 1 milliméteresek, ellipszoid alakúak, hosszú papillusokkal sűrűn borítva. A kromoszómaszám: 2n = 36.

## Ökológia
Az anyanövény ősszel elpusztul, a tél átvészelése föld alatti megújulási hajtásokkal, úgynevezett sobolonokkal történik. Sajátos szezonális dimorfizmus figyelhető meg, ami azt jelenti, hogy az őszi vagy tavaszi csírázók mellett sobolonokból kifejlődött növények is vannak.
A virágökológia szempontjából homogám, felálló "kis tölcsérvirágokról" van szó. Többnyire önbeporzás történik; a virágokat csak ritkán látogatják meg legyek és lepkék.
A hegyi fűzfavirággal élő gombafajok közé tartozik a Puccinia pulverulenta, a Mycosphaerella microspila, a Sphaerotheca humuli és a Venturia maculiformis. A gubacsokat az Aphis epilobii vagy a Mompha decorella okozza.

## Előfordulás
A hegyi fűzfavirág elterjedési területe Délnyugat-Európától Szibériáig és Japánig terjed. Európában minden országban előfordul, kivéve Portugáliát.
A hegyi fűzfavirág meglehetősen gyakori az erdőszéleken, tisztásokon és bozótosokban, sőt még a belvárosi kertekben és parkokban is előfordul. Többnyire tápanyagban gazdag talajokon nő, és árnyékos-félárnyékos helyeket kedvel. Növénytani szempontból Közép-Európában az Epilobio-Geranietum robertiani (Alliarion szövetség) gyenge karakterfaja, de előfordul Atropetalia-társulásokban vagy zavart Fagetalia-társulásokban is. Az Allgäui-Alpokban 1700 méteres magasságig nő. Graubündenben Arosánál 1850 métert, a Berni-felvidéken a Wengernalpon pedig 1880 métert ér el.

## Taxonómia
Az Epilobium montanum első leírása 1753-ban Carl von Linné által történt a Species Plantarum című mű I. kötetének 348. oldalán. A fajnév, "montanum", jelentése: "a hegyen növő". Az Epilobium montanum L. szinonimája az Epilobium hypericifolium Tausch.